# Liste der Monuments historiques in Jonquières (Vaucluse)
Die Liste der Monuments historiques in Jonquières (Vaucluse) führt die Monuments historiques in der französischen Gemeinde Jonquières im Département Vaucluse auf.

## Liste der Bauwerke
| Bezeichnung | Beschreibung | Standort | Kennzeichnung | Schutzstatus | Datum | Bild           |
| --- | ------------ | -------- | ------------- | ------------ | ----- | -------------- |
| La Terre de Causans Nebengebäude, Kirche, Pfarrhaus, Höfe, Gärten, Park, Einfriedung, Eingangstore, Haus, Fassaden, Dächer |              | (Lage)   | PA84000014    | Inscrit      | 1997  | weitere Bilder |